# Parasinilabeo assimilis
Parasinilabeo assimilis är en fiskart som beskrevs av Wu och Yao, 1977. Parasinilabeo assimilis ingår i släktet Parasinilabeo och familjen karpfiskar. IUCN kategoriserar arten globalt som sårbar. Inga underarter finns listade i Catalogue of Life.